# Élections législatives de 1962 en Polynésie française
Les élections législatives françaises de 1962 se déroulent le 18 novembre. Dans le territoire de la Polynésie française, un député est à élire dans le cadre d'une circonscription.

## Élus
| Circonscription        | Député sortant | Parti | Parti         | Député élu ou réélu | Parti | Parti |
| ---------------------- | -------------- | ----- | ------------- | ------------------- | ----- | ----- |
| Circonscription unique | John Teariki   |       | Divers droite | John Teariki        |       | CD    |

## Résultats

### Résultats à l'échelle du territoire
|                | Union pour la nouvelle République (UDT)   | 7 498  | 34,00  | 0 |  |  |
|                | Majorité présidentielle                   | 7 498  | 34,00  | 0 |  |  |
|                |                                           |        |        |   |  |  |
|                | Rassemblement des populations tahitiennes | 9 833  | 44,58  | 1 |  |  |
|                | Divers                                    | 4 724  | 21,42  | 1 |  |  |
|                |                                           |        |        |   |  |  |
| Inscrits       | Inscrits                                  | 34 907 | 100,00 | 1 |  |  |
| Abstentions    | Abstentions                               | 12 694 | 36,37  |   |  |  |
| Votants        | Votants                                   | 22 213 | 63,63  |   |  |  |
| Blancs et nuls | Blancs et nuls                            | 158    | 0,71   |   |  |  |
| Exprimés       | Exprimés                                  | 22 055 | 99,29  |   |  |  |

### Résultats par circonscription
| | John Teariki sortant réélu     | RDPT           | 9 833  | 44,58  |  |  |  |
| | Tenahe Rudolf Bambridge        | UNR-UDT        | 7 498  | 34,00  |  |  |  |
| | Jean-Baptiste Ceran-Jerusalemy | Sans étiquette | 2 654  | 12,03  |  |  |  |
| | Roland Morillot                | Sans étiquette | 2 070  | 9,39   |  |  |  |
| |                                |                |        |        |  |  |  |
| Inscrits | Inscrits                       | Inscrits       | 34 907 | 100,00 |  |  |  |
| Abstentions | Abstentions                    | Abstentions    | 12 694 | 36,37  |  |  |  |
| Votants | Votants                        | Votants        | 22 213 | 63,63  |  |  |  |
| Blancs et nuls | Blancs et nuls                 | Blancs et nuls | 158    | 0,71   |  |  |  |
| Exprimés | Exprimés                       | Exprimés       | 22 055 | 99,29  |  |  |  |
| Source : France, Ministère de l'intérieur. Les Elections législatives . Métropole., la Documentation française, 1967 (lire en ligne) |                                |                |        |        |  |  |  |